# Spathulariopsis velutipes
Spathulariopsis velutipes är en svampart som först beskrevs av Cooke & Farl. ex Cooke, och fick sitt nu gällande namn av Rudolf Arnold Maas Geesteranus 1972. Spathulariopsis velutipes ingår i släktet Spathulariopsis och familjen Cudoniaceae.   Inga underarter finns listade i Catalogue of Life.